# Lijst van voetbalinterlands Costa Rica - Curaçao
Deze lijst van voetbalinterlands is een overzicht van alle officiële voetbalwedstrijden tussen de nationale teams van Costa Rica en Curaçao. De landen speelden tot op heden een keer tegen elkaar. Dat was een groepswedstrijd tijdens de CONCACAF Nations League 2019/20 op 13 oktober 2019 in Alajuela.

## Wedstrijden
| № | Plaats   | Datum           | Competitie                      | Wedstrijd            | Uitslag |
| - | -------- | --------------- | ------------------------------- | -------------------- | ------- |
| 1 | Alajuela | 13 oktober 2019 | CONCACAF Nations League 2019/20 | Costa Rica − Curaçao | 0 − 0   |

## Samenvatting
| Competitie              | Totaal gespeeld | Winst Costa Rica | Gelijk | Winst Curaçao | Doelsaldo Costa Rica – Curaçao |
| ----------------------- | --------------- | ---------------- | ------ | ------------- | ------------------------------ |
| CONCACAF Nations League | 1               | 0                | 1      | 0             | 0 − 0                          |
| Totaal                  | 1               | 0                | 1      | 0             | 0 − 0                          |

Wedstrijden bepaald door strafschoppen worden, in lijn met de FIFA, als een gelijkspel gerekend.